# Гринок Блиц

Немецкая бомба в Глазго за 2 месяца до бомбардировок Гринока.

Бомбардировка Гринока — это название, данное двум ночам интенсивной бомбардировки города Гринок в Шотландии совершённой люфтваффе во время Второй мировой войны. Ночные рейды 6 и 7 мая 1941 года были направлены на верфи и пришвартованные корабли вокруг города (аналогично бомбардировкам Клайдбанка в марте 1941 года). Основной удар бомбардировок пришелся на жилые районы. За две ночи 271 человек было убито и более 10 200 получило ранения. Из 180 000 домов почти 25 000 получили повреждения, а 5 000 были полностью разрушены.

## 6 мая
Атака началась около полуночи 6 мая, когда около 350 немецких бомбардировщиков атаковали город. Бомбы падали по всему городу и окрестностям; нанесен серьезный ущерб улицам Ист-Крофорд-стрит и Белвилл-стрит. Многие гражданские лица бежали в туннели в восточной части города, что значительно уменьшило потери следующей ночью.

## 7 мая
Сирены воздушной тревоги в 00:15 7 мая ознаменовали начало второй ночи бомбардировок. Первоначально зажигательные бомбы были сброшены по периметру города. Вторая волна атаковала преимущественно восточную часть и центр Гринока; винокурня на Инглстон-стрит была подожжена в первой волне, вызвав огромный пожар, который служил маяком для остальной части бомбардировщиков. Последняя волна прошла около 2 часов ночи; сбрасывались взрывчатые бомбы и парашютные мины, что вызвало массовые разрушения. В 3:30 прозвучало «Всё чисто», но большая часть города была в огне. Все сахарные заводы, спиртзаводы и литейные заводы были сильно повреждены, комплекс муниципальных зданий был частично разрушен, а несколько церквей превратились в выгоревшие остовы. Однако ущерб, нанесённый верфям, был минимальным.

## Сайт[неизвестный термин]-приманка
Приманка[неизвестный термин] Участок морских звёзд министерства авиации располагалась за водохранилищем Лох-Том и предотвратила ещё большее количество жертв. Приманка была зажжена во вторую ночь бомбардировок. Она состояла из большого количества насыпей горючих материалов, разбросанных по обширной территории вересковой пустоши, чтобы имитировать горящую городскую местность. Множество крупных воронок от бомб были обнаружены во время осмотра приманки после воздушных налетов.

## Награждения
Трое местных пожарных были награждены медалями Георга: пожарный А.С. Праттен, офицер подстанции Уильям Нил и пожарный Джеймс Берри, которые вошли в горящее здание и с большим риском для жизни сумели локализовать пожар, который угрожал уничтожить большое количество материалов, необходимых для ведения военных действий.